# Marco Morgenstern
Marco Morgenstern (ur. 6 sierpnia 1972 w Dohna) – niemiecki biathlonista, brązowy medalista mistrzostw świata wielokrotny medalista mistrzostw Europy.

## Kariera
Pierwszy sukces w karierze osiągnął w 1992 roku, kiedy na mistrzostwach świata juniorów w Canmore wraz z kolegami zwyciężył w sztafecie.
W Pucharze Świata zadebiutował 9 grudnia 1993 roku w Bad Gastein, zajmując 50. miejsce w biegu indywidualnym. Pierwsze punkty zdobył 16 grudnia 1993 roku w Pokljuce, gdzie w tej samej konkurencji był ósmy. Nigdy nie stanął na podium indywidualnych zawodów tego cyklu, jednak dwukrotnie zajmował czwarte miejsce: 9 marca 2000 roku w Lahti (bieg indywidualny) i 6 grudnia 2001 roku w Hochfilzen (sprint). Najlepsze wyniki osiągnął w sezonie 1999/2000, kiedy zajął 16. miejsce w klasyfikacji generalnej.
Podczas mistrzostw świata w Canmore w 1994 roku wspólnie ze Steffenem Hoosem, Jensem Steinigenem i Peterem Sendelem zdobył brązowy medal w biegu drużynowym. Był też między innymi piętnasty w biegu pościgowym i biegu masowym na mistrzostwach świata w Oslo/Lahti w 2000 roku. Wielokrotnie zdobywał medale mistrzostw Europy, w tym złote w sztafecie na ME w Windischgarsten (1997), ME w Mińsku (1998) i ME w Forni Avoltri (2003).

## Osiągnięcia

### Mistrzostwa świata
| Rok  | Miejscowość | Konkurencje | Konkurencje | Konkurencje | Konkurencje | Konkurencje | Konkurencje | Konkurencje |
| Rok  | Miejscowość | IN          | SP          | PU          | MS          | RL          | MR          | SR          |
| ---- | ----------- | ----------- | ----------- | ----------- | ----------- | ----------- | ----------- | ----------- |
| 1994 | Canmore     | nd.         | nd.         | nd.         | nd.         | nd.         | nd.         | –           |
| 2000 | Oslo/Lahti  | –           | 33.         | 15.         | 15.         | –           | nd.         | –           |
| 2001 | Pokljuka    | 67.         | –           | –           | –           | 12.         | nd.         | –           |

### Puchar Świata

#### Miejsca w klasyfikacji generalnej
| Sezon     | Miejsce |
| --------- | ------- |
| 1993/1994 | 36.     |
| 1995/1996 | 57.     |
| 1997/1998 | 49.     |
| 1999/2000 | 16.     |
| 2000/2001 | 19.     |
| 2001/2002 | 43.     |
| 2002/2003 | 74.     |
| 2003/2004 | -       |